# ひょうたん島 (埼玉県)
ひょうたん島（ひょうたんじま）は、日本の人造湖（ダム湖）・神流湖（かんなこ）にある無人島。埼玉県児玉郡神川町に属する。
1968年に下久保ダムが完成し、人造湖・神流湖が造成されたことに伴い岩場が島となったものである。貯水量によって完全に水没したり陸続きの状態（陸繋島）になっていたりするため、地図には記載されないことも多いがGoogle マップの航空写真では岬の先端に島の存在が確認できる。
島の周辺はヘラやワカサギが釣れるスポットとなっており、春から秋にかけて釣り客で賑わう。